# Emar
Emar (actualmente Tell Meskene, Siria) fue una antigua ciudad amorita situada en el norte de Siria, en la actual línea costera del lago artificial de Buhayrat al Asad, cerca de la ciudad de Maskanah. Ha sido fuente de muchas tablillas de arcilla de escritura cuneiforme, siendo junto a Ugarit, Mari y Ebla uno de los sitios arqueológicos más importantes de Siria. Los textos de las tablillas datan desde el siglo XIV a. C. hasta la caída de Emar en 1187 a. C.
Emar fue un importante centro de comercio de la Edad del Bronce, ocupando una posición intermedia entre los centros de poder sirio-anatolios y de la Alta Mesopotamia. A diferencia de otras ciudades, las tablillas preservadas en Emar —muchas de ellas en lenguaje acadio— no tratan asuntos de estado o de la realeza, sino que registran transacciones comerciales privadas, juicios, casamientos, herencias e incluso adopciones formales.

## Historia
Esta antigua ciudad estaba situada en la zona media del río Éufrates. Poseía una gran importancia estratégica como punto de unión entre Anatolia y la costa mediterránea con Mesopotamia. De hecho, ya en sus primeras menciones (concretamente en los archivos palaciegos de Ebla, fechados alrededor de 2500 a. C., y en los textos de Mari del siglo XVIII a. C.) se señala como una relevante zona de contacto y de comercio entre la cultura babilónica y la asirio-anatólica.
A pesar de su importancia comercial, Emar nunca fue el centro de poder regional. A lo largo de su historia cayó varias veces bajo la influencia de los distintos estados vecinos. En el tercer milenio antes de Cristo, Emar estaba bajo la influencia de los gobernantes de Ebla, siendo mencionada en los archivos de esta ciudad en varias ocasiones. Más tarde, como lo indican archivos encontrados en Mari en el siglo XVIII a. C., la ciudad se encontraba bajo la influencia del estado vecino de Yamhad (al igual que Ebla). Por último, en los siglos XIII y XII a. C., según archivos de la misma Emar y textos contemporáneos de Hattusa, Ugarit y Asiria, la ciudad era parte del Imperio hitita, situado este cerca del ya mencionado imperio rival de Asiria. En ese momento Emar estaba bajo el control del virrey de Karkemish, que representaba al gobernante hitita de Siria y era la conexión entre Hattusa, la capital hitita —situada en el centro de Anatolia—, y las ciudades vasallas de Siria.
La documentación escrita y los hallazgos arqueológicos pertenecen a un periodo que llega hasta el segundo tercio del siglo XII a. C. La ciudad fue abandonada en 1187 a. C. y sólo se repobló durante la Edad Media (con el nombre de Barbalissos).

## Excavaciones arqueológicas
Las primeras excavaciones arqueológicas fueron realizadas en los años 70 del siglo XX, bajo la dirección de Jean-Claude Margueron. Estas excavaciones revelaron tablillas de arcilla y otro material que data de la Edad del Bronce tardía. Fue en estas excavaciones cuando se descubrió un templo dedicado a Baal, el dios del clima, y también posiblemente de su consorte Astarté. 
Después de las primeras excavaciones francesas, el lugar fue desantendido y saqueado posteriormente en repetidas ocasiones, lo que produjo la entrada de varias tablillas de arcilla en el mercado negro de antigüedades. En 1992 la Dirección General de Antigüedades y Museos de Siria se hizo cargo del sitio, comenzando nuevas excavaciones que revelaron material de la Edad del Bronce media y temprana. Estas excavaciones contaron con la ayuda de un equipo de la Universidad de Tubinga.

## Material encontrado
Con estos trabajos, se han descubierto 1170 textos cuneiformes en Emar. Estos son, junto con los de Ugarit, Mari y Ebla, de los más importantes encontrados en Siria. Cerca de 800 provienen de las excavaciones francesas, mientras que el resto proviene de los mercados de antigüedades. La gran mayoría está escrita en acadio, pero también hay una importante cantidad de textos en hurrita, así como dos cartas escritas en lenguaje hitita.  

### Templo de Devin
Se le llama templo de Devin a la antigua casa de un sacerdote en la que se encontraron distintos textos escritos en acadio. Estos textos se componían de poemas y cuentos escritos según la tradición mesopotámica, así como instrucciones para preparar distintos ritos. Particularmente interesante resulta el rito para el ingreso de una sacerdotisa en el templo de Baal, para lo cual existen varias copias de instrucciones.